# (60609) Kerryprice
(60609) Kerryprice est un astéroïde de la ceinture principale.

## Description
(60609) Kerryprice est un astéroïde de la ceinture principale. Il fut découvert le 2 mars 2000 aux monts Santa Catalina par le programme CSS. Il présente une orbite caractérisée par un demi-grand axe de 2,62 UA, une excentricité de 0,06 et une inclinaison de 14,3° par rapport à l'écliptique.